# Serrières-de-Briord
Serrières-de-Briord – miejscowość i gmina we Francji, w regionie Owernia-Rodan-Alpy, w departamencie Ain.

## Demografia
Według danych na styczeń 2012 roku gminę zamieszkiwały 1323 osoby, a gęstość zaludnienia wynosiła 164,8 osób/km².